# Estadi nacional Bairiki
L'Estadi nacional de Bairiki es troba a Bairiki, Kiribati. És l'estadi nacional i la seu de les seleccions nacionals de futbol masculina i femenina de Kiribati. El nom oficial de l'estadi és Estadi Reuben K. Uatioa. La capacitat de l'estadi és d'uns 2.500 espectadors.

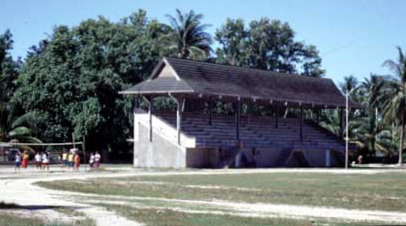
Tribuna.

L'estadi està situat a Bairiki, un dels municipis del sud de Tarawa, la capital de Kiribati. El seu nom oficial és el de Reuben K. Uatioa, en honor del polític kibatià Reuben Uatioa. La tribuna té un sostre típic i tradicional de maneaba. Hi ha pistes d'atletisme al voltant del camp.
L'Estadi és la seu de les seleccions nacionals de futbol de Kiribati. Mai s'ha utilitzat per a un partit internacional, ja que Kiribati mai ha jugat un partit de futbol internacional a casa. La superfície de sorra de l'estadi també és un factor que ha impedit que Kiribati esdevingui membre oficial de la FIFA.